# والاس و گرومیت
والاس و گرومیت (به انگلیسی: Wallace and Gromit) یک مجموعه انیمیشن انگلیسی با تکنیک استاپ‌موشن در ژانر کمدی، ساخته نیک پارک در استودیو آردمن است. این مجموعه شامل چهار فیلم کوتاه و یک فیلم بلند است.
در این مجموعه، والاس یک مخترع خوش‌قلب است که به همراه بهترین دوستش گرومیت که یک سگ باهوش و وفادار است زندگی می‌کند. اولین فیلم کوتاه این مجموعه به نام یک روز بزرگ در سال ۱۹۸۹ منتشر شد.
والاس توسط پیتر سالیس و بعدها توسط بن وایتد صداپیشگی شد. گرومیت هیچ‌وقت صحبت نمی‌کند، و به جای آن از طریق حالت چهره و زبان بدن ارتباط برقرار می‌کند.
به دلیل محبوبیت گسترده والاس و گرومیت، این شخصیت‌ها به عنوان نمادهای فرهنگی بین‌المللی در فرهنگ بریتانیا توصیف شده‌اند. فیلم‌های این مجموعه مورد تحسین بسیاری قرار گرفت. سه فیلم کوتاه یک روز بزرگ (۱۹۸۹)، شلوار اشتباهی (۱۹۹۴)، اصلاح سه‌تیغ (۱۹۹۵) نقدهای مثبت ۱۰۰٪ دریافت کردند. همچنین فیلم والاس و گرومیت: نفرین موجود خرگوش نما (۲۰۰۵) در راتن تومیتوز امتیاز ۹۵٪ گرفت و موفق به دریافت جایزه اسکار بهترین فیلم پویانمایی در سال ۲۰۰۵ شد. این دومین فیلم بلند نیک پارک پس از فرار مرغی بود.
این دو شخصیت در فیلم والاس و گرومیت: انتقام پرندگان (۲۰۲۴) نیز حضور داشتند.
شخصیت‌های والاس و گرومیت، پیشگام جمع‌آوری کمک‌های مالی برای دو مؤسسهٔ خیریهٔ کودکان هستند. بنیاد والاس و گرومیت از بیمارستان‌های کودکان در انگلستان پشتیبانی می‌کند.

## بررسی اجمالی

نیک پارک، خالق شخصیت‌های والاس و گرومیت در حال ترویج فیلم نفرین موجود خرگوش‌نما

### والاس
والاس در خیابان والابی ۶۲ غربی، ویگان، به همراه سگ خود گرومیت زندگی می‌کند. نام خانوادگی وی مشخص نشده‌است. او معمولاً پیراهن سفید، شلوار قهوه‌ای پشمی، یک پیراهن بافتنی سبز و کروات قرمز می‌پوشد. وی علاقه زیادی به پنیر دارد.
والاس یک مخترع مقتدر است، و طرح‌های استادانه‌ای ایجاد می‌کند که غالباً آنطور که انتظار می‌رود کار نمی‌کنند. برخی از طرح‌های والاس مبتنی بر اختراعات زندگی واقعی هستند، برای مثال او برای بیدار شدن در صبح یک تخت‌خواب پیشرفته اختراع کرده‌است.
والاس توسط پیتر سالیس (تا سال ۲۰۱۰) و بن وایتد (۲۰۰۹، ۲۰۱۱) در برنامه‌های مشهور و موزیکال والاس و گرومیت صداپیشگی شد.
در عکسی در نفرین موجود خرگوش‌نما مشخص شد که والاس زمانی سر پر از مو، سیبیل بلند و ریش داشته‌است. در عکسی که فارغ‌التحصیلی گرومیت را نشان می‌دهد، دیگر ریش نداشت، اما هنوز در بالای گوش‌هایش کمی مو داشت. در شلوار اشتباهی او همچنان از یک خشک کن مو استفاده می‌کند. در قضیهٔ قرص نان و مرگ، هنگامی که والاس با گرومیت صحبت می‌کند، در تصویر پشت گرومیت، والاس با ریش و موهای قهوه‌ای دیده می‌شود.

### گرومیت
گرومیت سگ دست آموز و بهترین دوست والاس است. وی بسیار باهوش است و در دانشگاه فارغ‌التحصیل شده‌است. او به خواندن روزنامه، بافتن قالی، بازی شطرنج علاقه دارد، چای و آشپزی را نیز دوست دارد. دارایی‌های با ارزش او شامل ساعت زنگدار، استخوان سگ، بُرِس، و یک عکس از خودش با والاس می‌شود. وی مجهز به تجهیزات الکتریکی است، همچنین او در خلبانی هواپیما مهارت دارد.
گرومیت صحبت نمی‌کند، و از طریق حالت چهره و زبان بدن با دیگران ارتباط برقرار می‌کند. بسیاری از منتقدان بر این باورند که سکوت گرومیت او را تبدیل به یک مرد رُک و راست می‌کند. نیک پارک می‌گوید:"ما ملتی از عاشقان سگ هستیم و بسیاری از مردم گفته‌اند:"سگ من مانند گرومیت نگاه می‌کند!"
به نظر می‌رسد که گرومیت علاقه زیادی به ادبیات کلاسیک، فلسفه، و فرهنگ مردمی از جمله فیلم و موسیقی دارد. گاهی گرومیت حرف‌های والاس را نادیده می‌گیرد، برای مثال در اصلاح سه‌تیغ، والاس به او دستور می‌دهد که کاری کند تا از شر شاون خلاص شود، اما گرومیت این کار را نمی‌کند.
در فیلم شلوار اشتباهی مشخص شد که روز تولد گرومیت ۱۲ فوریه است. در سال ۲۰۱۰، مجله امپایر گرومیت را در لیست «بهترین شخصیت‌های فیلم انیمیشن» قرار داد.

### مکان
گرچه دقیق مشخص نیست این مجموعه در چه شهری است، اما نیک پارک اشاره کرد که از دهه ۱۹۵۰ ویگان الهام گرفته‌است. در فیلم شلوار اشتباهی گرومیت نامه‌ای را در محل اقامت والاس و گرومیت به نشانی خیابان ۶۲ غربی والابی، ویگان، می‌نویسد. آدرس شامل کد پستی WG7 7FU است، هر چند این آدرس با هیچ خیابانی در ویگان (Wigan) مطابقت ندارد، اما کد پستی آن با حروف WN آغاز می‌شود.

## فیلم‌های کوتاه
| نام                                 | پخش                                              | زمان        |
| مجموعه اصلی                         | مجموعه اصلی                                      | مجموعه اصلی |
| ----------------------------------- | ------------------------------------------------ | ----------- |
| یک روز بزرگ                         | نوامبر ۱۹۸۹                                      | ۲۴ دقیقه    |
| شلوار اشتباهی                       | دسامبر ۱۹۹۳                                      | ۳۰ دقیقه    |
| اصلاح سه‌تیغ                         | دسامبر ۱۹۹۵                                      | ۳۱ دقیقه    |
| ماده ای برای نان و مرگ              | دسامبر ۲۰۰۸                                      | ۲۹ دقیقه    |
| اسپین‌آف                             |                                                  |             |
| تیمی تایم _ غافلگیری تیمی در کریسمس | دسامبر ۲۰۱۱                                      | ۲۲ دقیقه    |
| تیمی تایم _ نجات تیمی در دریا کنار  | ژوئیهٔ ۲۰۱۲                                       | ۲۲ دقیقه    |
| شاون گوسفند _ مزرعه لاماها          | دسامبر ۲۰۱۵                                      | ۳۰ دقیقه    |
| دیگر فیلم‌ها                         |                                                  |             |
| جشن بانتون                          | جون ۲۰۱۲                                         | ۱ دقیقه     |
| عجایب موزیکال                       | ژوئیه ۲۰۱۲ اوت ۲۰۱۲ (TV 27) فوریهٔ ۲۰۱۳ (Thour ۹) | ۴۵ دقیقه    |

## بازی
بازی ویدیوئی از داستان این دو شخصیت با عنوان والاس و گرومیت در پروژه باغ وحش در ۲۰۰۳ ساخته شده است.